# ントゥム

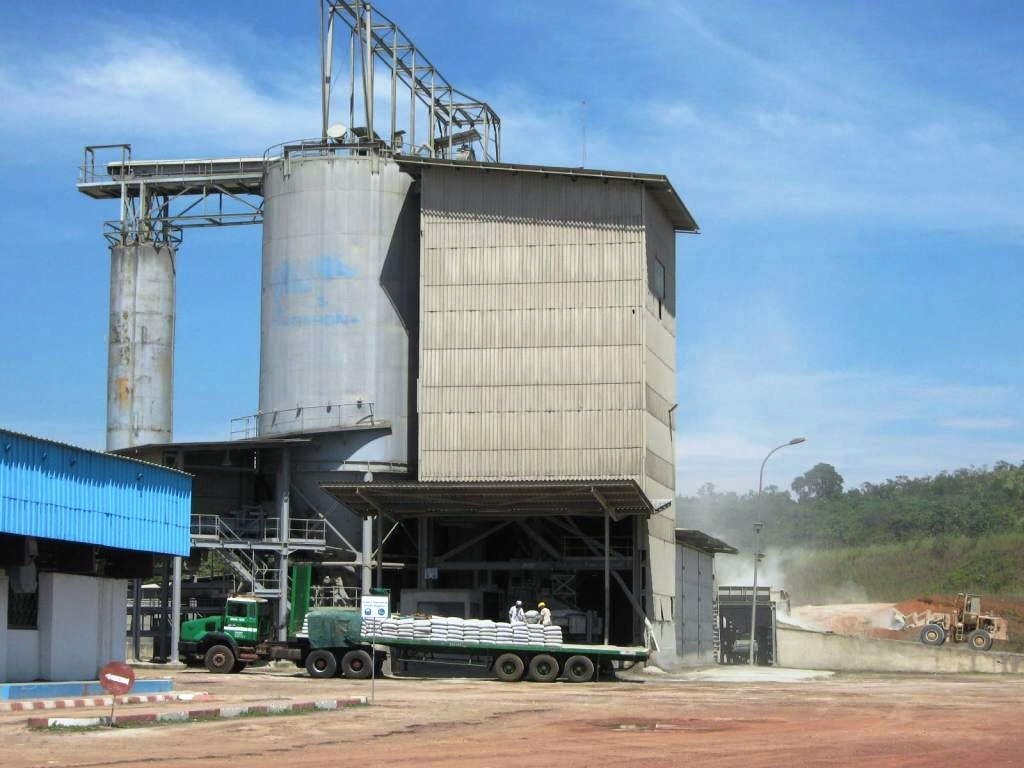
セメント工場

ントゥム（Ntoum）またはンカン（Nkan）は、ガボンエスチュエール州北西部に位置する町。セメント工場がある。
国道N1号とL106号に沿い、ンザマリーグ（Nzamaligué）からは北側に12.2km離れた場所に位置し、ガボンの首都であるリーブルヴィルからは東側に39.2km離れた場所に位置する。
ントゥムの人口は2013年国勢調査によると51,954人である。前回の2003年国勢調査では12,711人で、年間増加率は15.39パーセントとなった。